# Jason und der Kampf um das Goldene Vlies
Jason und der Kampf um das Goldene Vlies (Originaltitel: Jason and the Argonauts) ist ein Fantasyfilm aus dem Jahr 2000. Der zweiteilige Fernsehfilm entstand unter der Regie von Nick Willing.

## Handlung

### Vorgeschichte
Der König der Stadt Iolkos hinterließ die Herrschaft seinem Erstgeborenen Aison. Dessen Halb-Bruder Pelias, der ebenfalls ein Sohn der gemeinsamen Mutter Tyro ist, stellt jedoch ebenfalls Ansprüche auf den Königsthron, stürmt mit seinem Heer die Stadt, tötet viele Einwohner und schließlich auch Aison. Er nimmt die Witwe Polymede zur Frau, den kleinen Sohn Jason bringt Mopsus zu dem Zentauren Cheiron, der schon viele mutige junge Männer gelehrt und trainiert hatte.

### Anfang
Pelias ist inzwischen alt. Sein größter Wunsch ist es, das Goldene Vlies zu finden und nach Iolkos zu holen. Ein Orakelspruch warnt ihn vor einem Mann mit nur einer Sandale.
Jason ist ein ausgewachsener kräftiger Mann und macht sich auf den Weg nach Iolkos, um seine Mutter zu finden. Während seiner Reise kommt er an einen Fluss, an dem eine alte Frau steht. Jason bietet ihr an, ihr hinüberzuhelfen. In Wirklichkeit ist sie die Göttin Hera in Menschengestalt. Jason hilft ihr hinüber und verliert dabei eine Sandale im Schlamm. Mit nur einer Sandale kommt er dann bei Pelias an, der ihn sofort hinrichten lassen will. Jason bietet ihm an, mit Hilfe der Götter das Goldene Vlies zu beschaffen, wenn er dafür das Recht der Thronfolge zurückbekommt. Pelias willigt ein, lässt ihm ein Schiff bauen, droht aber Polymede zu töten, wenn Jason die Mission nicht innerhalb von 6 Monaten erfüllt.
Jason trommelt einige Helden zusammen, unter ihnen Herkules, Orpheus, Laertes, Castor und Pollux, und bekommt mit Heras Hilfe von Idas eine Sternkarte. Das Schiff, das Argos auf Befehl des Pelias baut, wird „Argo“ getauft und die Helden an Bord „die Argonauten“.

### Reise
Sie stechen in See. Zeus und Poseidon verursachen ein Unwetter, bei dem ein Mann ertrinkt, das Schiff beschädigt wird und die Karte verloren geht. Die Argonauten müssen die Insel Lemnos ansteuern, die nur von Frauen bewohnt wird. Diese behaupten, ihre Männer wären im Krieg, in Wahrheit haben sie sie getötet. Die Königin Hypsipyle bietet den Argonauten Baumaterial für ihr beschädigtes Schiff und lädt sie ein, auf der Insel zu bleiben. Gerade noch rechtzeitig finden die Männer jedoch heraus, dass auch sie geopfert werden sollen und fliehen.
Die Zauberin Medea, die das Goldene Vlies in Kolchis bewacht, erkennt währenddessen, dass die Argonauten auf der Reise sind, um das Vlies zu holen. Der König Aietes schickt seinen Sohn Absyrtus den Griechen entgegen, um sie aufzuhalten und zu töten.
Die Argonauten erreichen nach langem Irren die Insel, auf dieser der Seher Phineus lebt, der von den Harpyien geplagt wird. Die Helden töten sie, wofür Phineus ihnen verrät, wo sich das Vlies befindet und wie sie dorthin gelangen.
Auf der weiteren Fahrt müssen sie durch finstere Felsen fahren, die alle durchfahrenden Schiffe zerstören. Dort finden sie auch den schiffbrüchigen Absyrtus, der ihnen den weiteren Weg zeigen will, wenn sie ihn retten. Durch einen Trick gelingt es ihnen, die Felsen sicher zu durchqueren.

### In Kolchis
In Kolchis angekommen erscheint Eros, der in Heras Auftrag Medea in Liebe zu Jason versetzt. Aietes steht in Jasons Schuld, da dieser seinen Sohn gerettet hat, will ihm aber das Goldene Vlies nur überlassen, wenn es ihm gelingt zwei Aufgaben zu erfüllen, die beweisen, dass er in der Gunst der Götter steht: Zuerst muss Jason das Marsfeld vor der Stadt mit einem feuerschnaubenden Stier pflügen und anschließend die Saat aus Drachenzähnen ausstreuen.
Der siegesbewusste König weiß nicht, dass Medea Jason in der Nacht mit einem Öl eingerieben hatte, welches ihn für einen Tag unverletzlich macht. Jason bändigt den Stier, spannt ihn vor den Pflug und pflügt das Marsfeld. Er lässt die Saat in die Erde fallen und glaubt, fertig zu sein. Jetzt jedoch wachsen Skelette, untote Krieger, aus dem Boden und greifen ihn an. Jason springt so geschickt zwischen ihnen herum, dass sie sich gegenseitig mit ihren Schwertern treffen und töten. Jason fordert das Vlies ein, doch Aietes verlobt ihn kurzerhand mit seiner Tochter Medea, sodass Jason und mit ihm das Vlies für immer in Kolchis bleiben sollen.
Jason und Medea planen dennoch gemeinsam, das Vlies zu rauben und es nach Iolkos zu bringen. Absyrtus erfährt davon und greift die Argonauten mit seinem Heer an. Bei dem Kampf stirbt er jedoch selbst und den Griechen gelingt die Flucht. Jason überlistet mit Hilfe von Orpheus’ Harfenspiel den Drachen, der das Vlies bewacht, und entkommt mit den Gefährten auf der Argo.
Aietes wird von seinen eigenen Männern getötet, die ihn nach Verlust des Vlieses nicht länger als König anerkennen.

### Rückkehr nach Iolkos
Auf der Reise versucht Zeus Medea zu verführen, doch sie widersteht ihm. In Iolkos erfährt Jason, dass sich seine Mutter das Leben genommen hat, da sie dachte, er sei tot. Akastos, der Sohn des Pelias, raubt das Vlies von der Argo, um nun selbst König zu werden. Pelias ersticht ihn jedoch und nimmt das Vlies an sich. Er sendet seine Armee aus, um die Argonauten zu töten, die von diesen aber vernichtet wird.
Jason gelangt mit seinen Gefährten durch einen geheimen Tunnel in den Palast und tötet Pelias. Er wird König von Iolkos und heiratet Medea.

## Synchronsprecher
Die Synchronsprecher für die deutsche Fassung:
| - Jason: Matthias Hinze - Medea: Gundi Eberhard - Pelias: Joachim Kerzel - Aertes: Wolfgang Condrus - Hypsipyle: Claudia Lehmann - Phineus: Klaus Jepsen - Hercules: Klaus-Dieter Klebsch - Mopsus: Jörg Hengstler - Polymele: Liane Rudolph - Akastos: Julien Haggége - Atalanta: Andrea Kathrin Loewig - Argos: Gerhard Paul - Orpheus: Thomas Nero Wolff - Actor: Gerald Schaale - Zetes: Sebastian Schulz | - Aspyrtis: Nicolas Böll - Zeus: Erich Räuker - Hera: Martina Treger - Castor: Lutz Schnell - Idas: Hasso Zorn - Aeson: Frank-Otto Schenk - Priester: Detlef Gieß - Die alte Hera: Bettina Schön - Chiron: Horst Lampe - Aesons Soldat: Gunnar Helm - Echion: Michael Bauer - Hypsipyles Kriegerin: Heike Beeck - Laertes: Thomas Petruo - Pelias Wache: Gunnar Helm - Pharos: Rainer Doering |

## Kritik
„Eine der großen Geschichten der griechischen Mythologie: Aufwendig produziertes zweiteiliges Fernsehabenteuer mit einer Reihe von Spezialeffekten und einer recht freien Interpretation der Heldenerzählung.“

## Auszeichnungen
2000 erhielt der Film zwei Emmy-Nominierungen, ging jedoch leer aus.
- Beste Maske
- Beste Spezialeffekte

## Veröffentlichung
Jason und der Kampf um das Goldene Vlies hatte am 7. Mai 2000 seine US-amerikanische Premiere. In Deutschland wurden die beiden Teile erstmals am 7. und 8. Januar 2001 bei RTL ausgestrahlt. Am 26. Februar 2001 erschien das Werk auf DVD.